# کائو، شهرستان سار
کائو، شهرستان سار (به لاتین: Käo, Saare County) یک روستا در استونی است که در دهستان لایمیالا واقع شده‌است.